# Fjärdlångs naturreservat
Fjärdlångs naturreservat är ett naturreservat i Haninge kommun i Stockholms län.
Området är naturskyddat sedan 1986 och är 5 089 hektar stort. Reservatet omfattar ett område i Stockholms skärgård med Fjärdlång, Ängsön-Marskär, Brännträsk, Bockholmen, Långholmen, Rudbottnarna samt kobbar och skär i ytterskärgården bland annat Myggskären och Vindbådan.  Reservatets öar är bevuxna med tallskog, barrblandskog  och sumpskog.